# Coop-ITS-Travel
Die Coop-ITS-Travel AG (Marktauftritt ITS Coop Travel) ist ein Schweizer Reiseveranstalter mit Sitz in Freienbach im Kanton Schwyz. Das Domizil befindet sich in Wilen bei Wollerau und die Verwaltung in Volketswil. Es handelt sich um ein Gemeinschaftsunternehmen der Coop Genossenschaft und der DER Touristik Group. Kern des Angebots sind Pauschalreisen zu Badeferienzielen.

## Geschichte
Im April 2006 kündigte das Schweizer Handelsunternehmen Coop die Rückkehr in den Reisemarkt an. Zu diesem Zweck ging man eine Kooperation mit der Touristiksparte der Rewe Group ein. Diese war für die Konzeption und Planung von Reiseleistungen zuständig, die Coop über seine Filialen und Kanäle fortan vermarkten würde.
ITS Coop Travel lancierte sein Angebot im September 2006 und setzte von Beginn an vor allem auf klassische Ferienreisen, die als Paket aus Flug und Hotel verkauft werden. Das Unternehmen verfolgte eine Strategie der Differenzierung vom Wettbewerb über das Preis-Leistungs-Verhältnis. Der Tages-Anzeiger bezeichnete dies als «Kampfansage» an die etablierten Reiseanbieter.
Auf diesem Weg etablierte sich das Unternehmen erfolgreich im Schweizer Reisemarkt. Innerhalb weniger Monaten setzte das Unternehmen Reisen für rund fünf Millionen Schweizer Franken um. In den folgenden Jahren erreichte es kontinuierlich mehr Kunden und wuchs gegen den Markttrend. Der Direktvertrieb über Internet und Telefon spielte hierfür eine entscheidende Rolle.
Im Coop-Einkaufszentrum Volkiland in Volketswil, wo sich das einzige physische Reisebüro des Unternehmens befindet, wurden 2015 neue Verwaltungsbüros bezogen. Zeitweise waren zusätzliche Reisebüros in Planung, das Vorhaben wurde jedoch aus wirtschaftlichen Erwägungen verworfen. Im September 2015 übernahm Rewe mit Kuoni Reisen, einen der grössten Schweizer Reiseanbieter, welcher zur Schwestergesellschaft von ITS Coop Travel wurde.

## Struktur
Die Coop-ITS-Travel AG wurde am 19. Juni 2006 im Handelsregister des Kanton Schwyz eingetragen und am 23. Juni 2006 im Schweizerischen Handelsamtsblatt publiziert. Das Unternehmen ist eine Aktiengesellschaft nach Schweizer Recht; das voll liberierte Aktienkapital von 500'000 Schweizer Franken gliedert sich in 500 Namenaktien à 1'000 Franken Nennwert.
Der Geschäftszweck des Unternehmens ist der «Handel mit Produkten und Waren aller Art sowie Erbringung von Dienstleistungen in der Tourismus- und Reisebranche». Des Weiteren kann das Unternehmen «Liegenschaften erwerben und veräussern, sich an anderen Unternehmungen beteiligen und gleichartige oder verwandte Unternehmungen erwerben oder errichten sowie Vermögensanlagen anderer Art tätigen».
Andreas Restle ist Geschäftsführer von ITS Coop Travel. Als Präsident des Verwaltungsrats fungiert Reto Conrad, als Vizepräsident Sören Hartmann.

## Portfolio
ITS Coop Travel ist auf Pauschalreisen zu Badefernzielen spezialisiert. Im Nah- und Fernbereich zählen dazu insbesondere der Mittelmeerraum, der Nahe Osten und die Karibik. Darüber hinaus werden auch Rund- und Eventreisen sowie Kreuzfahrten angeboten. Der Vertrieb erfolgt über Verkaufsstellen von Coop, Reisebüros sowie Internet und Telefon.